# Knittelfeld
Knittelfeld è un comune austriaco di 12 541 abitanti nel distretto di Murtal, in Stiria, nel quale è il centro maggiore; ha lo status di città (Stadt). Fino al 31 dicembre 2011 è stato il capoluogo del distretto di Knittelfeld, poi accorpato a quello di Judenburg per costituire il nuovo distretto di Murtal; il 1º gennaio 2015 ha inglobato il comune soppresso di Apfelberg.